# Das fliegende Klassenzimmer (2003)
Das fliegende Klassenzimmer ist ein Kinderfilm des deutschen Regisseurs Tomy Wigand aus dem Jahr 2003. Er basiert frei auf dem gleichnamigen Roman von Erich Kästner.

## Handlung
Jonathan ist ein Waisenkind, das von einem Kapitän adoptiert wurde. Er erreicht in der Adventszeit Leipzig  per Flugzeug. Dort soll er im Thomanerchor Aufnahme finden. Am Bahnhof begegnet er einer jungen Ladendiebin, die er entkommen lässt. Sie verliert dabei ihre Sonnenbrille, die Jonathan mitnimmt.
Im Internat wird Jonathan schnell freundlich aufgenommen. Seine Zimmerkameraden haben in einem alten Eisenbahnwaggon ihren Geheimtreffpunkt. Eines Abends treffen sie dort auf einen Mann namens Bob, genannt Nichtraucher. Dieser Mann gibt sich als Besitzer des Grundstücks aus und beginnt mit den Jungen eine freundschaftliche Beziehung.
Jonathan erfährt bald vom erbitterten Kampf der Thomaner gegen die „Externen“ in ihren Klassen. Die „Externen“ sind die Nicht-Mitglieder der Thomaner. Als Bachs Weihnachtsoratorium in der Thomaskirche aufgeführt werden soll, entwenden die „Externen“ die Noten der Sopranstimme und nehmen Sebastian, den Sohn des Direktors Kreuzkamm, gefangen.
Während einer gigantischen Schneeballschlacht zwischen Thomanern und Externen wird Sebastian befreit, aber die Beteiligten kommen zu spät zur Aufführung. Vom Kantor Justus Bökh zur Rede gestellt, berichten die Jungen wahrheitsgemäß, dass sie die Regeln brechen mussten, um ihrem Freund zu helfen. Sie erwarten eine Strafe, doch Justus erzählt ihnen stattdessen, wie er selbst als Thomasschüler die Regeln brach, um seine schwerkranke Mutter zu besuchen. Er zeigt Verständnis dafür, dass es gute Gründe geben kann, gegen Regeln zu verstoßen. Als „Strafe“ sollen die Jungen das Weihnachtsspiel vorbereiten. Im alten Waggon finden sie daraufhin das Manuskript des Theaterstücks „Das fliegende Klassenzimmer“, dessen Texte ihnen gut gefallen, weil sie sich gut rappen lassen. Die Jungen nehmen sich vor, das Stück als Rap-Musical aufzuführen, und wollen Mona als Tänzerin dazuholen.
Jonathan verliebt sich immer mehr in die junge Ladendiebin, die sich mittlerweile als Mona, eine der „Externen“, herausgestellt hat. Im Unterricht gibt er ihr ihre Sonnenbrille zurück. Zum Dank lädt sie ihn als einzigen Gast zu ihrem 12. Geburtstag ein, den die beiden im alten Waggon verbringen. Dort schenkt ihr Jonathan ein Kostüm. Sie freut sich darüber, sagt aber, dass sie nicht mitmachen könne, auch weil sie mit den anderen Externen schon länger befreundet sei.
Als Justus sich aus reinem Interesse die Proben anschaut, erkennt er die Texte wieder. Ohne jede Erklärung verbietet er den Jungen barsch, dieses Stück aufzuführen. Nach den aufwendigen Vorbereitungen versetzt das Jonathan in große Wut. Er wirft Justus Heuchelei vor und tritt gegen eine der Kulissen, worauf im Saal ein Feuer ausbricht.
Die Jungen planen, Jonathan zu decken, um einen Schulverweis wegen des Brandes zu verhindern. Von den Jungen und Kathrin, der Tanzlehrerin an der Schule, wird Justus zu einer Erklärung gedrängt, warum er das Stück verboten habe. Zögernd erzählt er, er selbst habe das Stück Ende der 1970er Jahre mit seinem Freund Robert geschrieben. Es kam nicht zur Aufführung, weil Robert vorher in den Westen floh, was Justus nicht nur Schmerz, sondern auch einen Schulverweis von der Schule einbrachte, da man annahm, er habe von den Fluchtplänen gewusst. Statt einer künstlerischen Laufbahn fing er dann eine Ausbildung als Automechaniker an. Davon beeindruckt, gesteht Jonathan, dass er das Feuer ausgelöst hat, wenn auch ungewollt. Justus stellt sich auf seine Seite.
Nach dieser Erzählung wird den Jungen klar, dass es sich bei dem „Nichtraucher“ um Justus’ Jugendfreund Robert handeln muss. In einer Überraschungsaktion führen sie die beiden getrennten Freunde zusammen, die davon sehr gerührt sind.
Der kleine Uli von Simmern, einer von Jonathans Zimmerkameraden, wird wegen seiner Größe häufig gehänselt und als Feigling bezeichnet. Sein bester Freund Matz stachelt ihn an, etwas Mutiges zu tun, das die anderen beeindruckt. Einige Tage später springt Uli an zwei Heliumballons vom Dach. Dabei stürzt er ab und liegt bewusstlos auf dem Schulhof. Die Jungen, allen voran Matz, machen sich Sorgen, Uli könnte tot sein. Doch schließlich bringt Justus die beruhigende Nachricht, dass sich Uli nur das Bein gebrochen habe.
Diese Ereignisse bringen Justus’ Position als Lehrer in Bedrängnis – mehrere Eltern wollen ihre Kinder von der Schule nehmen, an der solche Sachen passieren. Die Jungen beschließen, an die traditionelle Aufführung des Weihnachtsoratoriums noch eine Kurzversion des „Klassenzimmer“-Raps anzuhängen, dessen Kostüme und Kulissen bei dem Brand vernichtet wurden. Damit überzeugen sie die Eltern und das Kuratorium. Justus kann bleiben, Robert soll als neuer Schularzt eingestellt werden.

## Entstehungsgeschichte
Das fliegende Klassenzimmer ist nach Pünktchen und Anton (1999) und Emil und die Detektive (2001) die dritte Neuverfilmung eines Kästner-Romans in Folge. Sie wurde von den Produzenten Uschi Reich und Peter Zenk in Auftrag gegeben, abermals in Zusammenarbeit mit dem ZDF. Die Dreharbeiten begannen am 4. Februar 2002. Davor hatte die Castingdirektorin in Zusammenarbeit mit der Berliner Jugendcastingagentur Rietz mehr als 1000 Kinder vorsprechen lassen. Gedreht wurde in Leipzig, in München (nur Innenaufnahmen) und in den Gebäuden der Landesschule Pforta. In Leipzig wurde mit dem Thomanerchor kooperiert.
Im Film wurden die Gegebenheiten des Romans Das fliegende Klassenzimmer an die moderne Zeit angepasst. Aufnahme fanden Themen wie Arbeitslosigkeit oder Scheidung. Ebenfalls neu ist der Einbau der Verfolgungsgeschichte in der DDR. Außerdem wurde der Bandenchef Egerland im Film zum Mädchen Mona, und die Realschüler als Feinde durch die „Externen“ ersetzt.
Insgesamt wurde der Roman viermal verfilmt, die neuste Version stammt von 2023.  Die früheren Verfilmungen sind aus den Jahren 1954 und 1973 und geben die jeweiligen Zeitverhältnisse wieder.

## Kritik
Tilman Spreckelsen von der FAZ lobt die moderne Umsetzung: „Tomy Wigands Film gelingt das Kunststück, den Stoff entschlossen in die Gegenwart zu versetzen und doch den Geist des Buches nicht zu verfehlen.“

## Soundtrack
Das fliegende Klassenzimmer, im Roman ein Theaterstück, ist im Film ein Rap, den die Jungen selbst dichten. Der Klassenzimmer-Rap war ein Teil der Modernisierung und wurde außerdem als musikalisches Mittel gewählt, da sich die Texte Kästners leicht rappen ließen.
Er wurde von Biber Gullatz und Moritz Freise komponiert, die restliche Filmmusik stammt von Niki Reiser.